# Нікола Буало
Нікола Буало-Депрео (фр. Nicolas Boileau-Despréaux; 1 листопада 1636, Париж — 13 березня 1711, Париж) — французький поет, критик, теоретик класицизму.

## Біографія та творчість
Народився Нікола Буало в сім'ї паризького чиновника і виховувався у середовищі, яке дало французькій літературі П. Корнеля, Ж. Расіна, Ж. Лафонтена. За бажанням батька навчався в єзуїтському коледжі, а після його закінчення займався богословськими науками і правом у Сорбонні. Однак, як тільки помер батько, залишивши синові спадщину, щоб жити без турбот про хліб, Буало залишив заняття, крім літератури, яку дуже любив.

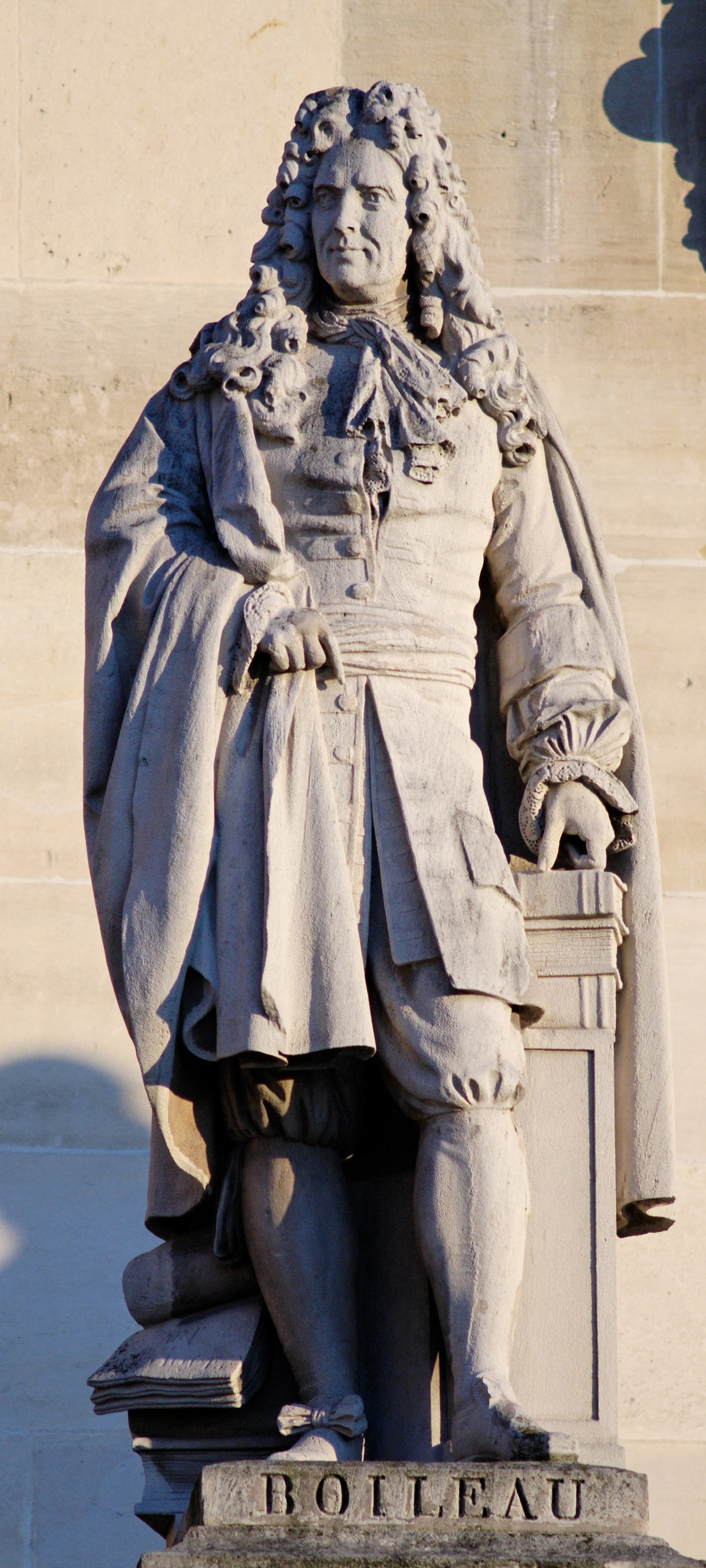
Статуя Нікола Буало роботи Ш. Е. Сьорра. Близько 1853 року. Париж, Лувр, двір Наполеона

Починаючи з 1660 р., коли була написана перша сатира Буало «Про незручності мешкання у великих містах», він цілком віддається літературній роботі. Протягом кількох років Буало написав близько десятка сатир, памфлетів, кілька послань тощо. Ці твори зробили його ім'я відомим у літературних колах. Він знайомиться з Ж.-Б. Мольєром і Ж. Расіном, які стали його близькими друзями на багато років. Проте сатири Буало, спрямовані проти аристократичної знаті, єзуїтів, бездарних віршомазів, принесли авторові і немало ворогів. Буало володів нестримним темпераментом бійця і гострим пером сатирика. Особливо нещадно він розправлявся зі своїми літературними противниками, бездарними поставниками нудних манірних романів і поем, від яких віяло штучною, неприродною мовою та вигаданими героями. Крім цієї, так званої преціозної літератури, об'єктом критичних атак Буало стали також твори бурлескного жанру, на думку Буало, надто грубого і простонародного.
Так, в іроікомічній поемі «Налой» (написана одночасно з «Мистецтвом поетичним») Буало виступив саме проти «низького» бурлескного стилю, написавши твір на побутову тему у «високому стилі», щось на зразок «перелицьованого бурлеска». Поема цікава комічними картинками з життя церковників, живими, вихопленими з дійсності сценами і характерами. В ній поет вступав у суперечність з Буало-теоретиком: ігноруючи в своїй теорії чуттєву природу людний, у поемі «Налой» він виявив неабиякий інтерес саме до живих, а не абстрактних рис людського характеру.

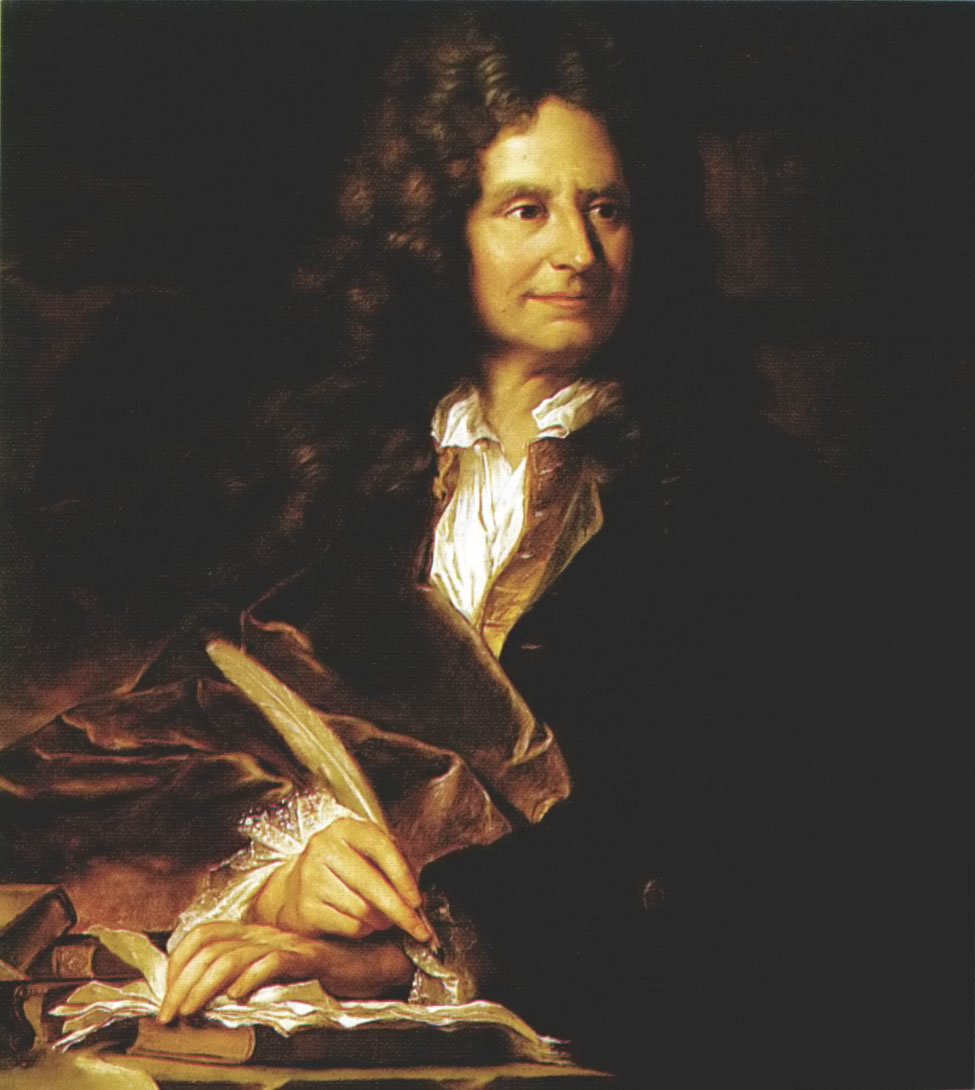
Гіацинт Ріґо. Портрет Н. Буало

## Сатира
Свої сатири Буало присвячував найрізноманітнішим моральним і естетичним проблемам, виступаючи проти пороків аристократичної знаті. Він викривав ханжество, скупість, славолюбство вельмож, лицемірність священиків. Найцікавішими з художнього погляду є III і VI сатири, а також в окремих місцях X сатира. Викривальна гострота його сатир дещо знижувалася абстрактним викриттям «людини взагалі», відсутністю соціальної адреси.
Буало зробив сатиру знаряддям критичного втручання в літературу, гострою зброєю в боротьбі за утвердження нових художніх принципів. Він по праву вважається першим літературним критиком-професіоналом у Франції і у всій Європі. Його літературно-критичні виступи проти бездарних і нікчемних своїх сучасників (абат Котен, Теофіль, Шаплен, Шарпантьє, Кіно), проти преціозної манірної поезії, з одного боку, і «низької» бурлескної — з другого, найчастіше здійснювалися в жанрі поетичної сатири.
Літературні вороги Буало незабаром мусили відступити і навіть шукати з ним дружби, адже письменник і полеміст виявив таку мужність і несхитність у відстоюванні своїх поглядів, що міг викликати тільки повагу до себе. До того ж Буало на той час став близькою людиною до королівського двору і користувався підтримкою й покровительством монарха. З 1667 р. Людовік XIV призначив Буало і Ж. Расіна на посаду придворних історіографів.

## Політичні погляди
Політичні погляди Буало цілком збігалися з офіційною ідеологією абсолютизму. В цей час визначається і його літературно-естетична позиція. Він не тільки органічно сприйняв світоглядні художні ідеали класицизму, але й відразу став активно розвивати, утверджувати і відстоювати ці ідеали в боротьбі зі своїми літературними ворогами.

## «Мистецтво поетичне» (1674)

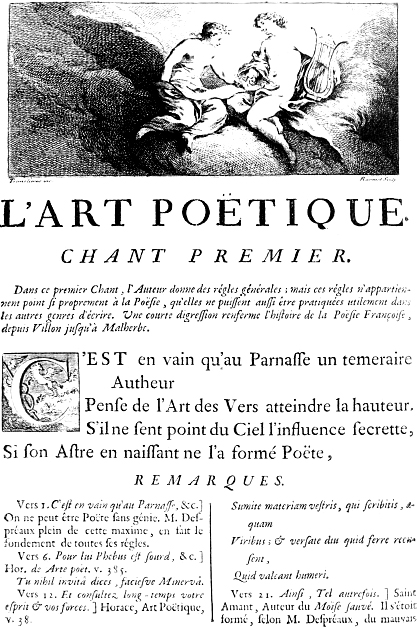
Початок першої пісні «Мистецтво поетичне». Видання 1674 року

У середині XVII ст., коли Буало вступав у літературу, французький класицизм уже здобув певні позиції і виявив основні свої риси як літературний напрям. Ще П. Ронсар та інші поети «Плеяди», як Ж. дю Белле, вносили в поезію животворний дух гуманізму, виявляли глибокий інтерес до внутрішнього життя людини, зближували людину з природою і, прагнучи «високого» мистецтва, звертали погляд до античних зразків. Так, Ф. Малерб здійснив реформу поетичної мови та віршування. Його поетика цілком відповідала творчим принципам класиків, хоч класицизм сформувався пізніше. Своїми великими трагедіями П. Корнель уже заклав основи класичного театру. На цей же час з'явились і теоретичні праці, в яких розроблялися питання класичної поетики. Широкої популярності набув філософський трактат Р. Декарта «Міркування про метод» (1636 р.), де були викладені основи раціоналістичної філософії, естетичним адекватом якої були принципи теорії класицизму. Отже, класицизм уже існував на практиці, хоч теорія його ще не була приведена в систему. Це зробив Буало в своєму «Мистецтві поетичному» (1674 р.), основному творі серед багатьох інших, як вважав письменник. Цей твір приніс авторові голосну славу та незаперечний авторитет законодавця літературних правил. «Мистецтво поетичне» здобуло підтримку державної влади. Людовік XIV був у захопленні від цього твору. Буало у своєму трактаті захищав від нападок твори Ж. Расіна, Ж.-Б. Мольєра, Ж. Лафонтена. Помітним епізодом у діяльності Буало як критика і теоретика класицизму була його полеміка з Ш. Перро (нашому сучасникові він більше відомий як автор казок) стосовно значення давньої літератури. Намагаючись довести, що класичні зразки мистецтва стоять на неосяжній висоті і в порівнянні з ними сучасна література нічого не варта, Буало по суті став на позиції заперечення прогресу в мистецтві і тут зазнав неминучої поразки. Проти автора уже виступав сам час (полеміка відбулася у 80-х рр. XVII ст.), переконливо засвідчивши неспроможність претензій класицистичної теорії на вічність і незмінність. Так, ще за життя Буало почався перегляд тих принципів класицизму, які утверджував у своїй поетиці теоретик.

## Твори
- «Сатири» (Satires, 1660—1668).
- «Послання» (Épîtres, 1669—1695)
- «Мистецтво поетичне» (Art poétique, 1674)
- «Трактат про високе» (Traité du sublime, 1674)
- «Налой» (Le Lutrin, 1674—1683)
- «Діалог про героїв роману» (Dialogue sur les héros de roman, 1688)
- «Критичні роздуми про Лонгона» (Réflexions critiques sur Longin, 1694—1710)
- «Листи Шарлю Перро» (Lettres à Charles Perrault, 1700)

## Переклади українською
- Французькі клясики XVII сторіччя. Буальо, Корнель, Мольєр, Расін. Пер. з французької Максима Рильського. — Харків: Література і мистецтво, 1931[8].

## Цікаві факти
У дитинстві з Нікола Буало стався нещасний випадок: індик пошкодив йому геніталії, і після операції хлопець залишився кастратом. Завдяки тому, що у XVIII — на початку ХХ століття цей факт біографії Буало був широко відомим в освіченому середовищі, його часто обігрували в епіграмах та анекдотах (наприклад, уживали іронічний вислів закоханий, мов Буало).